# Tour Celestial
Tour Celestial foi a segunda turnê realizada pelo grupo pop mexicano RBD para promover o seu terceiro álbum em estúdio, Celestial (2006) e o primeiro em língua inglesa, Rebels (2006).
A turnê teve início em 20 de abril de 2007 na cidade de Guaiaquil no Equador e foi finalizada em 3 de fevereiro de 2008 em San Salvador, El Salvador.

## Antecedentes
Em 23 de novembro de 2006, foi lançado o terceiro álbum de estúdio da banda, Celestial e em 19 de dezembro do mesmo ano o primeiro álbum em inglês, Rebels, com o qual eles começaram sua segunda turnê musical para promocionar os álbuns.

## Recepção

### Crítica
A. García de Univisión comentou o show do grupo no Super Bowl na cidade de Arizona, Estados Unidos, argumentando: “No palco, tudo estava planejado para que o grupo tinha a aparência que deveria ser, além de os integrantes estarem muito próximos do público, o que levou os fãs a sentirem grande confiança no RBD”, acrescentando sobre Anahí que “algo digno de destacar da nossa bela cantora, é o grande corpo que ela tem e que nem sempre parece, veja se esse abdômen não é de dar inveja”, também “os integrantes mexicanos estavam elegantemente vestidos para a ocasião. E, é claro, se fosse uma ocasião muito particular em que os olhos do mundo estivessem voltados para cantores mexicanos, que faziam isso mais do que bem e estavam satisfeitos”, sobre Dulce María argumentou: “Eu poderia recomendar para a atraente Dulce, que já tem uma boa experiência em motivar e incentivar os fãs, de modo que a experiência de ser a melhor líder do RBD”.

### Desempenho comercial
O jornal El Universo informou que Jaime Salame, organizador do show da banda em Equador, garantiu a venda de metade dos ingressos para o show em Guayaquil, o que significaria a venda de 10 mil ingressos e, em Quito, a venda de 9.000 ingressos. Em Cuenca, apenas 40% das bilheterias foram vendidas, o que significaria 6.400 ingressos vendidos. Finalmente,  El Diario  relatou que o grupo foi apresentado em Quito com lotação máxima no Coliseu General Rumiñahui. O jornal La Crónica informou que, o show do grupo no estádio Vicente Calderón, com capacidade para 54.907 espectadores, foram vendidos 35 mil ingressos.

## Gravação
Em 22 de junho de 2007, o grupo RBD registrou o show da turnê no Estádio Vicente Calderón em Madrid, intitulado Hecho en España.

## Repertório
1. "Cariño Mio"
2. "Ser O Parecer"
3. "Wanna Play"
4. "Dame"
5. "Money Money"
6. "Quiero Poder"
7. "Solo Para Ti"
8. "Tal Vez Mañana"
9. "Sálvame"
10. "Sólo Quédate en Silencio" / "Enseñame" / "Cuando El Amor Se Acaba" / "Un Poco de Tu Amor" / "Otro Día Que Va"
11. "Me Voy"
12. "Bésame Sin Miedo"
13. "I Wanna Be The Rain"
14. "Algún Día"
15. "Quizá" / "Este Corazón"
16. "No Pares"
17. "Tu Amor"
18. "Fuera"
19. "Nuestro Amor"
20. "Aún Hay Algo"
21. "Tras de Mí"
22. "Celestial"
23. "Rebelde"

## Datas
| Data                   | Cidade              | País           | Local                              | Ato(s) de abertura | Público          | Receita       |
| ---------------------- | ------------------- | -------------- | ---------------------------------- | ------------------ | ---------------- | ------------- |
| 20 de abril de 2007    | Guaiaquil           | Equador        | Estádio Modelo Alberto Spencer     | Diego Boneta       | —                | —             |
| 21 de abril de 2007    | Quito               | Equador        | Coliseu General Rumiñahui          | Diego Boneta       | —                | —             |
| 22 de abril de 2007    | Cuenca              | Equador        | Estádio Alejandro Serrano Aguilar  | Diego Boneta       | —                | —             |
| 25 de abril de 2007    | Porto Alegre        | Brasil         | Ginásio Gigantinho                 | Diego Boneta       | —                | —             |
| 26 de abril de 2007    | São Paulo           | Brasil         | Via Funchal (15h / 19h30)          | Diego Boneta       | —                | —             |
| 27 de abril de 2007    | São Paulo           | Brasil         | Via Funchal (15h / 19h30)          | Diego Boneta       | —                | —             |
| 28 de abril de 2007    | Brasília            | Brasil         | Ginásio Nilson Nelson              | Diego Boneta       | —                | —             |
| 29 de abril de 2007    | Meleiro             | Brasil         | Centro de Eventos Sapiranga        | Diego Boneta       | —                | —             |
| 19 de maio de 2007     | Ciudad Victoria     | México         | Estádio Marte R. Gómez             | Diego Boneta       | —                | —             |
| 12 de junho de 2007    | Bucareste           | Roménia        | Estádio Cotroceni                  | Diego Boneta       | 8,744 / 9,000    | US$ 599,840   |
| 15 de junho de 2007    | Valladolid          | Espanha        | Plaza de Toros de Valladolid       | Diego Boneta       | —                | —             |
| 22 de junho de 2007    | Madrid              | Espanha        | Estádio Vicente Calderón           | Diego Boneta       | 23,862 / 25,000  | US$ 1,514,494 |
| 23 de junho de 2007    | Las Palmas          | Espanha        | Recinto Ferial                     | Diego Boneta       | —                | —             |
| 29 de junho de 2007    | San Sebastián       | Espanha        | Velódromo de Anoeta                | Diego Boneta       | —                | —             |
| 30 de junho de 2007    | Barcelona           | Espanha        | Estádio Olímpico Lluís Companys    | Diego Boneta       | 22,499 / 25,000  | US$ 1,472,271 |
| 1 de julho de 2007     | Málaga              | Espanha        | Auditório Municipal de Málaga      | Diego Boneta       | 10,200 / 11,000  | US$ 585,630   |
| 6 de julho de 2007     | Jerez               | Espanha        | Estádio Municipal de Chapín        | Diego Boneta       | 9,377 / 10,000   | US$ 539,612   |
| 7 de julho de 2007     | Benidorm            | Espanha        | Estádio Municipal Guillermo Amor   | Diego Boneta       | —                | —             |
| 25 de julho de 2007    | Cidade do México    | México         | Lunario do Auditório Nacional      | —                  | —                | —             |
| 5 de agosto de 2007    | Veracruz            | México         | World Trade Center                 | —                  | —                | —             |
| 11 de agosto de 2007   | Santa Fé            | Estados Unidos | Santa Fe Downs                     | —                  | —                | —             |
| 15 de agosto de 2007   | San Juan            | Porto Rico     | Coliseu José Miguel Agrelot        | —                  | —                | —             |
| 28 de setembro de 2007 | Chicago             | Estados Unidos | Allstate Arena                     | Diego Boneta       | 10,027 / 10,027  | US$ 767,818   |
| 29 de setembro de 2007 | Kansas City         | Estados Unidos | Teatro Starlight                   | Diego Boneta       | —                | —             |
| 4 de outubro de 2007   | Houston             | Estados Unidos | Toyota Center                      | Diego Boneta       | —                | —             |
| 5 de outubro de 2007   | San Antonio         | Estados Unidos | AT&T Center                        | Diego Boneta       | —                | —             |
| 1 de novembro de 2007  | Cidade do Panamá    | Panamá         | Figali Convention Center           | —                  | —                | —             |
| 2 de novembro de 2007  | Cidade da Guatemala | Guatemala      | Estádio Doroteo Guamuch Flores     | —                  | —                | —             |
| 3 de novembro de 2007  | Manágua             | Nicarágua      | Estádio Nacional Dennis Martínez   | —                  | —                | —             |
| 4 de novembro de 2007  | San José            | Costa Rica     | Estádio Ricardo Saprissa Aymá      | —                  | —                | —             |
| 17 de novembro de 2007 | Cidade do México    | México         | Palacio de los Deportes            | —                  | —                | —             |
| 18 de novembro de 2007 | Cidade do México    | México         | Palacio de los Deportes            | —                  | —                | —             |
| 20 de janeiro de 2008  | Mérida              | México         | Estádio Carlos Rivero              | —                  | —                | —             |
| 1 de fevereiro de 2008 | Glendale            | Estados Unidos | Estádio da Universidade de Phoenix | —                  | —                | —             |
| 2 de fevereiro de 2008 | Tegucigalpa         | Honduras       | Estádio Chochi Sosa                | —                  | 9,102 / 10,000   | US$ 310,555   |
| 3 de fevereiro de 2008 | San Salvador        | El Salvador    | Estádio Nacional Jorge González    | —                  | —                | —             |
| Total                  | Total               | Total          | Total                              | Total              | 94,811 / 100,027 | US$ 5,790,220 |

### Showscancelados
Esses shows fizeram parte da turnê, mas foram cancelados porque os organizadores e o grupo não concluíram um acordo sobre a capacidade dos shows:
| Data                 | Cidade                 | País     | Local                             | Ref.   |
| -------------------- | ---------------------- | -------- | --------------------------------- | ------ |
| 16 de junho de 2007  | Saragoça               | Espanha  | Estádio de La Romareda            | [ 22 ] |
| 17 de junho de 2007  | Santiago de Compostela | Espanha  | Monte do Gozo                     | [ 23 ] |
| 8 de julho de 2007   | Lorca                  | Espanha  | Recinto Ferial Huerto de la Rueda | [ 24 ] |
| 18 de agosto de 2007 | Medellín               | Colômbia | Estádio Atanasio Girardot         | [ 25 ] |

## Prêmios e indicações
| Ano  | Premiação                    | Categoria          | Resultado | Ref.   |
| ---- | ---------------------------- | ------------------ | --------- | ------ |
| 2007 | Premios Juventud             | Show Favorito      | Venceu    | [ 26 ] |
| 2008 | Premios Juventud             | Show Favorito      | Indicado  | [ 27 ] |
| 2008 | Billboard Latin Music Awards | Tour Latina do Ano | Indicado  | [ 28 ] |

## Créditos
Ficha técnica:
| RBD - Alfonso Herrera – vocal - Anahí – vocal - Christian Chávez – vocal - Christopher Uckermann – vocal - Dulce María – vocal - Maite Perroni – vocal | Banda - Charly Rey – guitarra, violão, vocal - Eddie Tellez – teclado, piano - Gonzalo Velazquez – guitarra, violão - Guido Laris – diretor musical, baixo, violão, vocal - Luis Emilio "Catire" Mauri Arreaza – percussão - Mauricio "Bicho" Soto Lartigue – bateria |